# NBA Most Valuable Player Award
De Most Valuable Player Award is de prijs voor de meest waardevolle speler tijdens het reguliere NBA-seizoen en geldt als de meest prestigieuze individuele prijs in de NBA. In het seizoen 1955-1956 werd de prijs voor het eerst toegekend. De winnaar ontving de Maurice Podoloff trofee tot in 2022, genoemd naar de eerste voorzitter van de NBA. Vanaf 2022 kreeg de winnaar de Michael Jordan-trofee, de vorm van de prijs werd ook aangepast. Kareem Abdul-Jabbar won de prijs met een recordaantal van zes keer, Bill Russell en Michael Jordan wonnen de prijs beide vijf keer, Wilt Chamberlain en LeBron James wonnen de prijs vier keer en Larry Bird, Magic Johnson en Moses Malone elk drie keer.
De winnaar wordt aan het eind van elk NBA-seizoen gekozen door een panel van ongeveer 125 Noord-Amerikaanse sportjournalisten die elk hun favoriete vijf spelers kiezen. Stephen Curry was in 2016 de eerste speler in de geschiedenis die door alle (op dat moment 131) verslaggevers unaniem tot meest waardevolle speler van het seizoen werd uitgeroepen. Vier niet-Amerikanen hebben de NBA MVP Award gewonnen. De Canadees Steve Nash ontving hem tweemaal. Zowel na het seizoen 2004-2005 als 2005-2006 werd hij uitgeroepen tot de meest waardevolle speler. Het seizoen erop werd de Duitser Dirk Nowitzki MVP. In de seizoenen 2018-2019 en 2019-2020 werd de Griek Giannis Antetokounmpo bekroond tot MVP en in het seizoen 2020-2021 won de Serviër Nikola Jokić.
Spelers die de trofee na het seizoen 1993-1994 wonnen, werden niet meer automatisch opgenomen in de Naismith Memorial Basketball Hall of Fame, iets wat tot dat seizoen wel het geval was.

## Erelijst
| Seizoen | Speler                  | Positie        | Nationaliteit    | Club                   |
| ------- | ----------------------- | -------------- | ---------------- | ---------------------- |
| 1955/56 | Bob Pettit              | Power forward  | Verenigde Staten | St. Louis Hawks        |
| 1956/57 | Bob Cousy               | Point guard    | Verenigde Staten | Boston Celtics         |
| 1957/58 | Bill Russell            | Center         | Verenigde Staten | Boston Celtics         |
| 1958/59 | Bob Pettit              | Power forward  | Verenigde Staten | St. Louis Hawks        |
| 1959/60 | Wilt Chamberlain        | Center         | Verenigde Staten | Philadelphia Warriors  |
| 1960/61 | Bill Russell            | Center         | Verenigde Staten | Boston Celtics         |
| 1961/62 | Bill Russell            | Center         | Verenigde Staten | Boston Celtics         |
| 1962/63 | Bill Russell            | Center         | Verenigde Staten | Boston Celtics         |
| 1963/64 | Oscar Robertson         | Point guard    | Verenigde Staten | Cincinnati Royals      |
| 1964/65 | Bill Russell            | Center         | Verenigde Staten | Boston Celtics         |
| 1965/66 | Wilt Chamberlain        | Center         | Verenigde Staten | Philadelphia 76ers     |
| 1966/67 | Wilt Chamberlain        | Center         | Verenigde Staten | Philadelphia 76ers     |
| 1967/68 | Wilt Chamberlain        | Center         | Verenigde Staten | Philadelphia 76ers     |
| 1968/69 | Wes Unseld              | Center         | Verenigde Staten | Baltimore Bullets      |
| 1969/70 | Willis Reed             | Center         | Verenigde Staten | New York Knicks        |
| 1970/71 | Lew Alcindor            | Center         | Verenigde Staten | Milwaukee Bucks        |
| 1971/72 | Kareem Abdul-Jabbar     | Center         | Verenigde Staten | Milwaukee Bucks        |
| 1972/73 | Dave Cowens             | Center         | Verenigde Staten | Boston Celtics         |
| 1973/74 | Kareem Abdul-Jabbar     | Center         | Verenigde Staten | Milwaukee Bucks        |
| 1974/75 | Bob McAdoo              | Center         | Verenigde Staten | Buffalo Braves         |
| 1975/76 | Kareem Abdul-Jabbar     | Center         | Verenigde Staten | Los Angeles Lakers     |
| 1976/77 | Kareem Abdul-Jabbar     | Center         | Verenigde Staten | Los Angeles Lakers     |
| 1977/78 | Bill Walton             | Center         | Verenigde Staten | Portland Trail Blazers |
| 1978/79 | Moses Malone            | Center         | Verenigde Staten | Houston Rockets        |
| 1979/80 | Kareem Abdul-Jabbar     | Center         | Verenigde Staten | Los Angeles Lakers     |
| 1980/81 | Julius Erving           | Small Forward  | Verenigde Staten | Philadelphia 76ers     |
| 1981/82 | Moses Malone            | Center         | Verenigde Staten | Houston Rockets        |
| 1982/83 | Moses Malone            | Center         | Verenigde Staten | Philadelphia 76ers     |
| 1983/84 | Larry Bird              | Small Forward  | Verenigde Staten | Boston Celtics         |
| 1984/85 | Larry Bird              | Small Forward  | Verenigde Staten | Boston Celtics         |
| 1985/86 | Larry Bird              | Small Forward  | Verenigde Staten | Boston Celtics         |
| 1986/87 | Magic Johnson           | Point guard    | Verenigde Staten | Los Angeles Lakers     |
| 1987/88 | Michael Jordan          | Shooting guard | Verenigde Staten | Chicago Bulls          |
| 1988/89 | Magic Johnson           | Point guard    | Verenigde Staten | Los Angeles Lakers     |
| 1989/90 | Magic Johnson           | Point guard    | Verenigde Staten | Los Angeles Lakers     |
| 1990/91 | Michael Jordan          | Shooting guard | Verenigde Staten | Chicago Bulls          |
| 1991/92 | Michael Jordan          | Shooting guard | Verenigde Staten | Chicago Bulls          |
| 1992/93 | Charles Barkley         | Power forward  | Verenigde Staten | Phoenix Suns           |
| 1993/94 | Hakeem Olajuwon         | Center         | Nigeria          | Houston Rockets        |
| 1994/95 | David Robinson          | Center         | Verenigde Staten | San Antonio Spurs      |
| 1995/96 | Michael Jordan          | Shooting guard | Verenigde Staten | Chicago Bulls          |
| 1996/97 | Karl Malone             | Power forward  | Verenigde Staten | Utah Jazz              |
| 1997/98 | Michael Jordan          | Shooting guard | Verenigde Staten | Chicago Bulls          |
| 1998/99 | Karl Malone             | Power forward  | Verenigde Staten | Utah Jazz              |
| 1999/00 | Shaquille O'Neal        | Center         | Verenigde Staten | Los Angeles Lakers     |
| 2000/01 | Allen Iverson           | Shooting guard | Verenigde Staten | Philadelphia 76ers     |
| 2001/02 | Tim Duncan              | Power forward  | Verenigde Staten | San Antonio Spurs      |
| 2002/03 | Tim Duncan              | Power forward  | Verenigde Staten | San Antonio Spurs      |
| 2003/04 | Kevin Garnett           | Power forward  | Verenigde Staten | Minnesota Timberwolves |
| 2004/05 | Steve Nash              | Point guard    | Canada           | Phoenix Suns           |
| 2005/06 | Steve Nash              | Point guard    | Canada           | Phoenix Suns           |
| 2006/07 | Dirk Nowitzki           | Power forward  | Duitsland        | Dallas Mavericks       |
| 2007/08 | Kobe Bryant             | Shooting guard | Verenigde Staten | Los Angeles Lakers     |
| 2008/09 | LeBron James            | Small Forward  | Verenigde Staten | Cleveland Cavaliers    |
| 2009/10 | LeBron James            | Small Forward  | Verenigde Staten | Cleveland Cavaliers    |
| 2010/11 | Derrick Rose            | Point guard    | Verenigde Staten | Chicago Bulls          |
| 2011/12 | LeBron James            | Small Forward  | Verenigde Staten | Miami Heat             |
| 2012/13 | LeBron James            | Small Forward  | Verenigde Staten | Miami Heat             |
| 2013/14 | Kevin Durant            | Small Forward  | Verenigde Staten | Oklahoma City Thunder  |
| 2014/15 | Stephen Curry           | Point guard    | Verenigde Staten | Golden State Warriors  |
| 2015/16 | Stephen Curry           | Point guard    | Verenigde Staten | Golden State Warriors  |
| 2016/17 | Russell Westbrook       | Point guard    | Verenigde Staten | Oklahoma City Thunder  |
| 2017/18 | James Harden            | Shooting guard | Verenigde Staten | Houston Rockets        |
| 2018/19 | Giannis Antetokounmpo   | Power forward  | Griekenland      | Milwaukee Bucks        |
| 2019/20 | Giannis Antetokounmpo   | Power forward  | Griekenland      | Milwaukee Bucks        |
| 2020/21 | Nikola Jokić            | Center         | Servië           | Denver Nuggets         |
| 2021/22 | Nikola Jokić            | Center         | Servië           | Denver Nuggets         |
| 2022/23 | Joel Embiid             | Center         | Kameroen         | Philadelphia 76ers     |
| 2023/24 | Nikola Jokić            | Center         | Servië           | Denver Nuggets         |
| 2024/25 | Shai Gilgeous-Alexander | Guard          | Canada           | Oklahoma City Thunder  |

## Meervoudige winnaars
| Aantal | Speler                | Club                                              | Jaar                               |
| ------ | --------------------- | ------------------------------------------------- | ---------------------------------- |
| 6      | Kareem Abdul-Jabbar   | Milwaukee Bucks (3), Los Angeles Lakers (3)       | 1971, 1972, 1974, 1976, 1977, 1980 |
| 5      | Bill Russell          | Boston Celtics                                    | 1958, 1961, 1962, 1963, 1965       |
| 5      | Michael Jordan        | Chicago Bulls                                     | 1988, 1991, 1992, 1996, 1998       |
| 4      | Wilt Chamberlain      | Philadelphia Warriors (1), Philadelphia 76ers (3) | 1960, 1966, 1967, 1968             |
| 4      | LeBron James          | Cleveland Cavaliers (2), Miami Heat (2)           | 2009, 2010, 2012, 2013             |
| 3      | Moses Malone          | Houston Rockets (2), Philadelphia 76ers (1)       | 1979, 1982, 1983                   |
| 3      | Larry Bird            | Boston Celtics                                    | 1984, 1985, 1986                   |
| 3      | Magic Johnson         | Los Angeles Lakers                                | 1987, 1989, 1990                   |
| 3      | Nikola Jokić          | Denver Nuggets                                    | 2021, 2022, 2024                   |
| 2      | Bob Pettit            | St. Louis Hawks                                   | 1956, 1959                         |
| 2      | Karl Malone           | Utah Jazz                                         | 1997, 1999                         |
| 2      | Tim Duncan            | San Antonio Spurs                                 | 2002, 2003                         |
| 2      | Steve Nash            | Phoenix Suns                                      | 2005, 2006                         |
| 2      | Stephen Curry         | Golden State Warriors                             | 2015, 2016                         |
| 2      | Giannis Antetokounmpo | Milwaukee Bucks                                   | 2019, 2020                         |

## Winnaars per club
| Aantal | Club                   | Jaar                                                       |
| ------ | ---------------------- | ---------------------------------------------------------- |
| 10     | Boston Celtics         | 1957, 1958, 1961, 1962, 1963, 1965, 1973, 1984, 1985, 1986 |
| 8      | Los Angeles Lakers     | 1976, 1977, 1980, 1987, 1989, 1990, 2000, 2008             |
| 7      | Philadelphia 76ers     | 1966, 1967, 1968, 1981, 1983, 2001, 2023                   |
| 6      | Chicago Bulls          | 1988, 1991, 1992, 1996, 1998, 2011                         |
| 5      | Milwaukee Bucks        | 1971, 1972, 1974, 2019, 2020                               |
| 4      | Houston Rockets        | 1979, 1982, 1994, 2018                                     |
| 3      | San Antonio Spurs      | 1995, 2002, 2003                                           |
| 3      | Phoenix Suns           | 1993, 2005, 2006                                           |
| 3      | Golden State Warriors  | 1960, 2015, 2016                                           |
| 3      | Denver Nuggets         | 2021, 2022, 2024                                           |
| 3      | Oklahoma City Thunder  | 2014, 2017, 2025                                           |
| 2      | St. Louis Hawks        | 1956, 1959                                                 |
| 2      | Utah Jazz              | 1997, 1999                                                 |
| 2      | Cleveland Cavaliers    | 2009, 2010                                                 |
| 2      | Miami Heat             | 2012, 2013                                                 |
| 1      | Cincinnati Royals      | 1964                                                       |
| 1      | Baltimore Bullets      | 1969                                                       |
| 1      | New York Knicks        | 1970                                                       |
| 1      | Buffalo Braves         | 1975                                                       |
| 1      | Portland Trail Blazers | 1978                                                       |
| 1      | Minnesota Timberwolves | 2004                                                       |
| 1      | Dallas Mavericks       | 2007                                                       |